# Okręg wyborczy nr 14 do Senatu Rzeczypospolitej Polskiej
Okręg wyborczy nr 14 do Senatu Rzeczypospolitej Polskiej obejmuje obszar powiatów lubartowskiego, łukowskiego, opolskiego, puławskiego i ryckiego (województwo lubelskie). Wybierany jest w nim 1 senator na zasadzie większości względnej.
Utworzony został w 2011 na podstawie Kodeksu wyborczego. Po raz pierwszy zorganizowano w nim wybory 9 października 2011. Wcześniej obszar okręgu nr 14 należał do okręgu nr 6.
Siedzibą okręgowej komisji wyborczej jest Lublin.

## Reprezentant okręgu
| Rok  | Rok  | Senator          | Komitet wyborczy       |
| ---- | ---- | ---------------- | ---------------------- |
|      | 2011 | Stanisław Gogacz | Prawo i Sprawiedliwość |
| 2015 |      | Stanisław Gogacz | Prawo i Sprawiedliwość |
| 2019 |      | Stanisław Gogacz | Prawo i Sprawiedliwość |
| 2023 |      | Stanisław Gogacz | Prawo i Sprawiedliwość |

## Wyniki wyborów
Symbolem „●” oznaczono senatora ubiegającego się o reelekcję.

### Wybory parlamentarne 2011
| Kandydat                                                                                      | Kandydat              | Komitet wyborczy                  | Głosów | Głosów | Głosów |
| Kandydat                                                                                      | Kandydat              | Komitet wyborczy                  | Liczba | %      | +/–    |
| --------------------------------------------------------------------------------------------- | --------------------- | --------------------------------- | ------ | ------ | ------ |
|                                                                                               | Stanisław Gogacz ●    | Prawo i Sprawiedliwość            | 56 709 | 36,57  | –      |
|                                                                                               | Arkadiusz Kasznia     | Platforma Obywatelska RP          | 35 001 | 22,57  | –      |
|                                                                                               | Andrzej Bieńko        | Polskie Stronnictwo Ludowe        | 26 776 | 17,27  | –      |
|                                                                                               | Bernarda Giza-Małecka | Sojusz Lewicy Demokratycznej      | 17 705 | 11,42  | –      |
|                                                                                               | Longin Kajka          | KWW Longina Kajki                 | 7059   | 4,55   | –      |
|                                                                                               | Leszek Barwiński      | Polska Partia Pracy – Sierpień 80 | 6271   | 4,04   | –      |
|                                                                                               | Marcin Cabaj          | Prawica                           | 5567   | 3,59   | –      |
| Frekwencja: 45,66% Liczba głosów ważnych: 155 088 (95,93%) Źródło: Państwowa Komisja Wyborcza |                       |                                   |        |        |        |

● Stanisław Gogacz reprezentował w Senacie VII kadencji (2007–2011) okręg nr 6.

### Wybory parlamentarne 2015
| Kandydat                                                                                      | Kandydat           | Komitet wyborczy           | Głosów | Głosów | Głosów |
| Kandydat                                                                                      | Kandydat           | Komitet wyborczy           | Liczba | %      | +/–    |
| --------------------------------------------------------------------------------------------- | ------------------ | -------------------------- | ------ | ------ | ------ |
|                                                                                               | Stanisław Gogacz ● | Prawo i Sprawiedliwość     | 96 064 | 59,48  | +22,91 |
|                                                                                               | Paweł Nakonieczny  | Platforma Obywatelska RP   | 37 831 | 23,43  | +0,86  |
|                                                                                               | Fryderyk Puła      | Polskie Stronnictwo Ludowe | 27 601 | 17,09  | –0,18  |
| Frekwencja: 48,75% Liczba głosów ważnych: 161 496 (94,96%) Źródło: Państwowa Komisja Wyborcza |                    |                            |        |        |        |

### Wybory parlamentarne 2019
| Kandydat                                                                                      | Kandydat           | Komitet wyborczy                           | Głosów  | Głosów | Głosów |
| Kandydat                                                                                      | Kandydat           | Komitet wyborczy                           | Liczba  | %      | +/–    |
| --------------------------------------------------------------------------------------------- | ------------------ | ------------------------------------------ | ------- | ------ | ------ |
|                                                                                               | Stanisław Gogacz ● | Prawo i Sprawiedliwość                     | 121 240 | 62,27  | +2,79  |
|                                                                                               | Arkadiusz Kasznia  | KKW Koalicja Obywatelska PO .N iPL Zieloni | 48 231  | 24,77  | +1,34  |
|                                                                                               | Wojciech Mateńka   | Normalny Kraj                              | 13 687  | 7,03   | –      |
|                                                                                               | Marcin Walasek     | Jedność Narodu                             | 11 533  | 5,92   | –      |
| Frekwencja: 58,60% Liczba głosów ważnych: 194 691 (97,90%) Źródło: Państwowa Komisja Wyborcza |                    |                                            |         |        |        |

### Wybory parlamentarne 2023
| Kandydat                                                                                      | Kandydat           | Komitet wyborczy                           | Głosów  | Głosów | Głosów |
| Kandydat                                                                                      | Kandydat           | Komitet wyborczy                           | Liczba  | %      | +/–    |
| --------------------------------------------------------------------------------------------- | ------------------ | ------------------------------------------ | ------- | ------ | ------ |
|                                                                                               | Stanisław Gogacz ● | Prawo i Sprawiedliwość                     | 118 844 | 52,82  | –9,45  |
|                                                                                               | Jan Rajchel        | KKW Koalicja Obywatelska PO .N iPL Zieloni | 72 008  | 32,01  | +7,24  |
|                                                                                               | Artur Pietras      | Konfederacja Wolność i Niepodległość       | 34 133  | 15,17  | –      |
| Frekwencja: 71,84% Liczba głosów ważnych: 224 985 (97,59%) Źródło: Państwowa Komisja Wyborcza |                    |                                            |         |        |        |